# Vroegere Zhao
Vroegere Zhao (304-329), ook wel Han Zhao was een Xiongnu dynastie die regeerde over een deel van noord-China tijdens de periode van de Zestien Koninkrijken. Toen was dat gebied verdeeld in staten die voor het merendeel door niet-Chinese ruiternomaden waren gevormd. Vroegere Zhao wordt door de historicus Cui Hong (478–525) in zijn Lente- en herfstannalen van de Zestien Koninkrijken gerekend tot die Zestien Koninkrijken.

## Samenvattend overzicht
De dynastie werd in 304 gesticht door Liu Yuan (劉淵, 251-310), die tot de Xiongnu  behoorde en zich in 308 tot keizer verklaarde. De oorspronkelijke naam van de dynastie, Han, werd in 319 gewijzigd in Zhao. Het rijk omvatte tijdens zijn grootste omvang het zuidelijk deel van de huidige provincies Shaanxi en Shanxi  en delen van Henan en Gansu. De hoofdstad van het keizerrijk was vanaf 309 Pingyang (平陽, het huidige Linfen in Shanxi) en vanaf 319 Chang’an. De dynastie werd in 329 verdreven door Shi Le (石勒, 274–333), heerser van de Latere Zhao, die zich in 319 had afgescheiden.
Omdat de naam van de staat in 319 werd gewijzigd in Zhao en Shi Le zijn staat in 319 ook Zhao noemde, wordt ter onderscheid in de Chinese historiografie de staat van Liu Yao en zijn voorgangers "Vroegere Zhao" (Qianzhao, 前趙) genoemd en die van Shi Le en zijn opvolgers "Latere Zhao" (Houzhao, 後趙).

## Voorgeschiedenis
De Xiongnu waren sinds 46 (na Chr.) verdeeld in een noordelijke en een zuidelijke confederatie. In 52 erkenden de zuidelijke Xiongnu de Chinese suzereiniteit en werden hun vazallen. Zij kregen toestemming zich te vestigen ten zuiden van de Grote Muur, in het Ordosgebied, op de braakliggende terreinen tussen de Chinese boerennederzettingen. De stammenconfederatie behield de traditionele clanorganisatie onder een erfelijke chanyu (單于) met een grote mate van zelfstandigheid en verspreidde zich allengs zuidwaarts over Shanxi. Na de consolidatie van de Wei-dynastie verloor de confederatie in 216 zijn autonome politieke structuur toen de kampementen op bevel van Cao Cao werden gereorganiseerd in vijf  divisies (bu, 部) in het zuiden van Shanxi. Zij werden genoemd naar de windrichtingen:  zuo (左, links, oostelijk), you (右, rechts, westelijk), nan (南, zuidelijk), bei (北, noordelijk) en zhong (中, centraal). Elke divisie kwam onder leiding van een erfelijke shuai (率, commandant), een Xiongnu die op zijn beurt onder controle kwam te staan van een Chinese generaal (Han sima, 漢司馬). Het geheel stond onder een Chinese algemene toezichthouder. De functie van chanyu werd afgeschaft. De Xiongnu verloren hun bijzondere positie en werden hetzelfde behandeld als veel Han-Chinezen. Ook zij kregen te maken met onderdrukking, willekeur, corvee en belastingen of kwamen terecht in afhankelijke posities zoals pachter of slaaf. Tegelijkertijd waren de Xiongnu dankzij hun vaardigheden als boogschietende ruiters door de elkaar bestrijdende partijen tijdens de Oorlog van de Acht Prinsen zeer gevraagd als huurlingen. Zeker na de uitvinding van de voetsteun, waardoor de cavalerie binnen het leger steeds belangrijker werd. Dit maakte hen bewust van hun militaire macht, maar ook van het verlies van hun bijzondere positie.

## Onafhankelijkheid
De machtigste clan binnen de Xiongnu was die van Liu.  Naar eigen zeggen stamden zij af van de eerste chanyu, Maodun (r.209-174 v.Chr.) en hadden van keizer Han Gaozu de keizerlijke familienaam Liu ontvangen toen Maodun huwde met een zus van de keizer. (Liu) Bao ([劉]豹) was een zoon van een van de laatste chanyu en werd de eerste commandant van de rechter divisie van de Xiongnu. Zoals toen verplicht was voor belangrijke Xiongnu, zond ook (Liu) Bao zijn zoon, Liu Yuan, naar de hoofdstad Luoyang, waar hij een Chinese opvoeding ontving. Zo kreeg hij les van Cui You (崔游) in de vroege Confucianistische klassieken waar hij opviel door zijn intelligentie. Nadat hij na de dood van zijn vader commandant van een divisie was geworden, werd hij in 289 benoemd tot Commandant van de noordelijke stammen (beibu duwei, 北部都尉). Hij verkreeg groot aanzien onder de Xiongnu en hoewel hij door tegenwerking van de nieuwe keizerin, Jia Nanfeng (賈南風, 257-300) die functie weer snel kwijt raakte, zagen steeds meer Xiongnu hem als hun leider. Onder leiding van zijn oom, Liu Xuan (劉宣, †308), commandant van de noordelijke divisie ontstond een beweging tot herstel van de onafhankelijkheid van de Xiongnu. Zijn voorstel om Liu Yuan te benoemen tot groot-chanyu (da chanyu, 大單于) werd aangenomen en in het geheim aan hem medegedeeld.
Ondertussen had tijdens de Oorlog van de Acht Prinsen Sima Ying (279–306), de prins van Chengdu en halfbroer van de keizer, in 304 Luoyang, de hoofdstad van de Jin-dynastie veroverd. Hij benoemde zichzelf tot regent en kroonprins, maar trok zich daarna terug naar zijn militair hoofdkwartier in Ye (鄴, ook wel Yecheng, 鄴城, in het huidige Handan, provincie Hebei). Hij benoemde Liu Yuan tot zijn tunqi xiaowei (屯骑校尉, kapitein van de cavalerie) een functie die Liu aanvaardde. Toen in 304 een tegenaanval van een rivaliserende Jin-prins op Ye dreigde, vroeg Liu Yuan toestemming aan Sima Ying om versterking te mogen halen uit het Xiongnu-gebied. Eenmaal daar aangekomen liet hij zich inhuldigen als groot-chanyu en riep zich uit tot koning van Han (漢王, Han Wang).

## Politieke ontwikkelingen

### Liu Yuan (304-310)

#### Koning van Han
Toen Liu Yuan zich in 304 uitriep tot koning van Han verklaarde hij zich onafhankelijk van Jin. Hij voerde voortaan een eigen kalender, met als jaartitel Yuanxi (元熙, 305-308). Uiteraard zagen de Jin dit als verraad, maar Liu Yuan stelde dat het Hemels Mandaat uitsluitend op deugd was gebaseerd en dat de Jin die door hun wanbestuur waren kwijtgeraakt. Hij rechtvaardigde zijn benoeming tot chanyu, omdat hij zou afstammen van de eerste chanyu, Maodun. Verder zag hij zich als rechtmatige opvolger van de Han-dynastie, omdat zijn clan van keizer Han Gaozu de keizerlijke familienaam Liu had ontvangen toen Maodun huwde met een zus van de keizer en Liu Yuan dus via de vrouwelijke lijn een afstammeling van de Han was. Of dat laatste voor Liu Yuan ook gold, wordt door sommige historici betwijfeld. De vermelding dat zijn vader, Bao, als familienaam Liu had, komt uit juan 101 van de Jinshu . Volgens de Chinese historicus Tang Changru (唐长孺, 1911-1994) bestaat hier geen verder bewijs voor. Liu Yuan wilde door zijn claim dat hij zou afstammen van zowel het oude heersershuis van de Xiongnu als van de Han-dynastie slechts zijn aanspraken op het keizerschap versterken.

#### Consolidatie
Liu Yuan vestigde zijn residentie eerst in Zuoguocheng (左國城, het huidige Lishi in Shanxi) en later in Puzi (蒲子, het huidige Xi district, 隰縣 in Linfen, Shanxi) en begon voorbereidingen voor een oorlog tegen Jin. Hij benoemde zijn zoon Liu Cong (劉聰, †318) samen met Wang Mi (王彌, †311), een voormalige bendeleider uit Shandong, tot zijn legerleiders. Zij wisten het zuidwesten van Shanxi tot aan de Gele Rivier te veroveren. Hun opmars naar de hoofdstad van Jin, Luoyang werd gestopt door Sima Yue, opperbevelhebber van de Jin en na zijn overwinning in de Oorlog van de Acht Prinsen de feitelijke machthebber. Ook een tweede aanval op Luoyang mislukte. Ondertussen was Shi Le, leider van een bende avonturiers in Henan onder druk van de Jin gevlucht naar het hof van Liu Yuan. Hij werd door hem benoemd tot legercommandant. Hoewel Shi Le zich onder de suzereiniteit van Liu Yuan plaatste, bestreed hij grotendeels autonoom de Jin in het grensgebied van Shanxi en Henan, waar hij eerder bendeleider was geweest.

#### Keizerrijk
In 308 proclameerde Liu Yuan zich tot keizer, met als jaartitel Yongfeng (永鳳, 308–309). Zijn postume naam zou Guangwendi (光文帝) worden. Hij verplaatste zijn residentie naar Pingyang (het huidige Linfen in Shanxi). Uit onvrede met het Jin-bestuur sloten sommige bestuurders zich aan bij Liu Yuan, waardoor zijn rijk in de loop van 309 niet alleen zuidelijk Shanxi, maar ook delen van Henan omvatte. Alleen de provincies Bingzhou, (并州, noord-Shanxi) onder gouverneur Liu Kun (劉琨, 270-318) en Youzhou, (幽州, het gebied rond het huidige Beijing) onder gouverneur Wang Jun (王浚, 252-314) bleven in handen van Jing-getrouwen. De val van Loyang leek slechts een kwestie van tijd toen Liu Yuan in de zomer van 310 onverwacht na een kort ziekbed overleed. Hij had eerder dat jaar zijn oudste zoon Liu He (劉和, †310) als kroonprins en zijn vierde zoon, generaal Liu Cong als groot-Chanyu aangewezen. Net als Liu Cong kregen ook drie andere broers van hem, Liu Yu (劉裕, †310), Liu Long (劉隆, †310) en Liu Ai (劉乂, †317) het bevel over een eigen troepenmacht in de hoofdstad Pingyang.

### Liu He (310)
De nieuwe keizer, Liu He, viel drie dagen na de dood van zijn vader zijn vier andere broers aan. In de daarop volgende strijd werden Liu Long en Liu Yu gedood. Een paar dagen later wist Liu Cong bij een tegenaanval het paleis te veroveren. Keizer Liu He werd samen met zijn aanhangers gedood. Liu Cong vroeg zijn broer Liu Ai beleefdheidshalve om keizer te worden. Toen die weigerde, benoemde Liu Cong zichzelf tot keizer, met als eerste jaartitel  Guangxing (光興, 310-311). Hij staat ook bekend onder zijn postume naam Zhaowudi (昭武帝). Liu Ai werd kroonprins.

### Liu Cong(310-318)

#### Verovering van Luoyang
De nieuwe keizer, die net als Liu Yuan een klassieke Chinese opvoeding had genoten, richtte zijn aandacht allereerst op de verovering van Luoyang. De stad werd van twee kanten ingesloten. Van de ene kant door een troepenmacht onder leiding van Huyan Yan (呼延晏) en van de andere kant door een leger geleid door Wang Mi, Shi Le en Liu Yao (刘曜, †329). Die laatste was een verre neef van Liu Cong en als weesjongen opgevoed door Liu Yuan. De regent en feitelijke machthebber in Luoyang, generaal Sima Yue overleed onverwachts begin 311, toen hij met zijn troepen buiten de stad voorbereidingen trof voor een tegenaanval. Er werd een begrafenisstoet gevormd met een groot aantal Jin-hoogwaardigheidsbekleders onder bescherming van bijna alle Jin-troepen uit Luoyang om Sima Yue te begraven in zijn prinsdom Donghai (東海, het huidige Linyi in de provincie Shandong). In het district Ku (苦縣, Ku xian, het huidige Zhoukou in Henan) werd deze stoet in de zomer van 311 vernietigend verslagen door het numeriek veel kleinere leger van Shi Le. Behalve veel soldaten doodde hij ook alle leden van de Sima-clan uit de stoet. Volgens de annalen van het Boek van de Jin (juan 5) zouden daarbij in totaal meer dan 100.000 doden zijn gevallen.
Door deze nederlaag kon Luoyang niet meer effectief worden verdedigd. De stad werd op 7 juli 311 ingenomen, geplunderd en totaal verwoest. Het bloedbad onder de bevolking kostte 30.000 mensen het leven. De vernietiging van Luoyang in 311 staat in de Chinese historiografie bekend als de "Ramp van Yongjia" (永嘉之禍, Yongjia zhi huo, ook wel 永嘉之亂,Yongjia zhi luan). De Jin-keizer, Huai werd gevangen genomen en naar Pingyang gebracht. Daar ontving hij van Liu Cong in eerste instantie een adellijke titel (Markies van Ping'a,  平阿公.), maar werd in 313 gedwongen om in vernederende (groene!) kleding drank te schenken tijdens een nieuwjaarsbanket. Een paar maanden later werd hij op bevel van Liu Cong samen met zijn meegevoerde hovelingen ter dood gebracht.

#### Verovering van Chang'an
Na de verovering van Luoyang besloot Liu Cong tot een aanval op Chang'an, de tweede Jin-hoofdstad. Nog in 311 belegerde een troepenmacht onder leiding van Liu Yao en Liu Can (劉粲, †318, de oudste zoon van Liu Cong) de stad. Die werd geteisterd door een hongersnood, de militaire bevelhebber, Sima Mo (司馬模) gaf zich over in de hoop erger te voorkomen, maar werd samen met zijn zonen op bevel van Liu Can geëxecuteerd. In 312 wist Jia Pi (賈疋), de Jin-gouverneur van de provincie Yongzhou (het gebied rond Chang'an) de stad terug te veroveren en Liu Can uit het dal van de Wei-rivier te verdrijven. Toen de dood van de gevangen genomen keizer Huai ook in Chang'an bekend raakte, werd in de zomer van 313 een neef van hem, Sima Ye tot de nieuwe Jin-keizer Min geproclameerd. Liu Yao wist in 314 de stad opnieuw te veroveren, maar werd na de stad te hebben geplunderd, verdreven door Jin-troepen. In 316 keerde Liu Yao met een sterkere troepenmacht terug, de stad werd belegerd en de bewoners uitgehongerd. In de winter van dat jaar gaf keizer Min zich over. Net als zijn voorganger werd hij ook naar Pingyang gebracht en ontving in eerste instantie een adellijke titel (markies van Huai'an, 懷安侯), maar werd eind 317 (of begin 318) op bevel van Liu Cong gedood. Hiermee eindigde de Westelijke Jin-dynastie. Een ver familielid vestigde in Jiankang, ten zuiden van de Jangtsekiang een nieuwe dynastie, de Oostelijke Jin-dynastie (317-420).

#### Vestiging van het koninkrijk Dai
Reeds in 312 had keizer Liu Cong zijn general Liu Yao naar het midden van Shanxi gestuurd om het gebied rond de huidige stad Taiyuan te veroveren. Liu Kun, de door Jin benoemde provinciale gouverneur zocht steun bij Tuoba Yilu (拓跋猗盧, †316), clanleider van de Tuoba  (uitgesproken als Tabgač  in het oud-Turks), een stam die deel uitmaakte van de Xianbei. Zij hadden zich gevestigd in Dai, een gebied ten noordoosten van het Ordosgebied. Tuoba Yilu bracht de Han een nederlaag toe, die Liu Yao bijna het leven kostte. Ook een tweede legermacht onder Liu Can werd verslagen, zodat voor de Tuoba de weg naar Pingyang (de Han-hoofdstad) open lag. Ondanks deze overwinning trokken de Tuoba zich terug. Wel werd als dank voor zijn steun Tuoba Yilu in 315 door de Jin-keizer benoemd tot koning van Dai (代王, Dai wang). Het koninkrijk Dai vormde de voorloper van de  Noordelijke Wei die in 439 noord-China zouden weten te verenigen.

#### Positie van Shi Le
Na de verovering van Chang'an bereikte door jaloezie de relatie tussen twee legerleiders van de Han een dieptepunt. Tijdens een banket werd Wang Mi door Shi Le eigenhandig gedood na hem eerst te hebben beschuldigd van hoogverraad. Shi Le versterkte hierdoor zijn macht, die nog verder toenam toen hij door Liu Cong werd benoemd tot militair gouverneur van de twee noordelijke provincies. Die waren weliswaar nog in handen van Jin-loyalisten. Een van hen, Wang Jun, de gouverneur van Youzhou (het gebied rond het huidige Beijing) had plannen zich onafhankelijk te maken van Jin. Shi Le wist zijn vertrouwen te winnen door hem zijn steun aan te bieden. Tijdens een bezoek nam Shi Le hem echter gevangen, liet hem in zijn residentie Xiangguo (襄國, het huidige Xintai in Hebei) in het openbaar wurgen en wist zo Youzhou voor Han te veroveren. Begin 317 veroverde hij ook de tweede provincie, Bingzhou (noord-Shanxi) door gouverneur Liu Kun te verslaan. Die vluchtte naar Duan Pidi (段匹磾, †321), leider van de Duan-clan van de Xianbei. Hun plan om samen Shi Le aan te vallen mislukte door verzet van andere leden van de Duan-clan, die Liu Kun in 318 om het leven brachten. Shi Le had zo het gebied ten oosten en ten noorden van de Gele Rivier tot in het noordwesten het bekken van Datong en in het noordoosten de vlakte van Peking onder zijn heerschappij gebracht. Omdat hij dit formeel had gedaan in naam van keizer Liu Cong (die hem hiervoor rijkelijk beloonde) bereikte het Han-keizerrijk op dat moment zijn grootste omvang. In feite was de oostelijke helft echter in handen van Shi Le.

#### Laatste jaren van Liu Cong
In de laatste jaren van zijn leven hield Liu Cong zich steeds meer bezig met jagen en de geneugten van zijn harem. Hij liet staatszaken over aan gunstelingen, met name de eunuchen Wang Chen (王沈) en Xuan Huai (宣懷). Na intriges slaagden zij erin om in 317 Liu Ai (broer van Liu Cong en kroonprins sinds 310) als kroonprins te vervangen door Liu Can, de zoon van keizer Liu Cong. Later werd Liu Ai op bevel van diezelfde Liu Can vermoord. In 315 brak Liu Cong met de traditie dat er slechts één keizerin tegelijkertijd kon zijn. Hij benoemde zowel Jin Yueguang (†315) als Jin Yuehua (†318?) tot keizerin. Dat waren twee dochters van generaal Jin Zhun (靳準, †318), die hierdoor een machtige positie aan het hof wist te verwerven, zeker toen een derde dochter van hem huwde met inmiddels kroonprins Liu Can. Op het moment dat Liu Cong in 318 overleed waren er behalve Jin Yuehua (die formeel keizerin-weduwe werd) nog drie keizerinnen aanwezig, keizerin Hongdao (弘道皇后), keizerin Hongxiao (弘孝皇后, een geadopteerde dochter van eunuch Wang Chen) en keizerin Hongde (弘德皇后, geadopteerde dochter van eunuch Xuan Huai). Liu Can zou na de dood van zijn vader met al deze keizerinnen intieme seksuele relaties hebben onderhouden, relaties die in de Chinese historiografie als incestueus werden beschouwd.

### Liu Can en de machtsovername door Jin Zhun (318)
Liu Cong had kort voor zijn dood Shi Le en Liu Yao aangewezen als toezichthouders op zijn zoon en beoogd opvolger Liu Can. In de zomer van 318, op het moment van overlijden, bevond Liu Yao zich in Chang'an en Shi Le in het oosten van Shanxi. De machtigste functionaris aan het hof in Pingyang was Jin Zhun, vader van de keizerin-weduwe, schoonvader en vertrouweling van Liu Can, de nieuwe keizer. Het is onduidelijk of Jin Zhun tot de Xiongnu behoorde of een Han-Chinees was. Eerst wist hij Liu Can zover te krijgen dat hij een aantal door zijn vader aangestelde adviseurs liet executeren. Daarna maakte hij een bloedig einde aan de regering van de nieuwe keizer door hem, samen met al zijn aanwezige familieleden te doden. De graven van de eerder overleden keizers Liu Yuan en Liu Cong werden geschonden, hun stoffelijke overschotten onteerd en de vooroudertempel verwoest. Jin Zhun benoemde zichzelf tot Hemelse koning van de Han (漢天王, Han tianwang) en gaf aan zich te willen onderwerpen aan de Jin-dynastie. Hij beloofde de staatszegels die bij de verovering van Luoyang in 313 buit waren gemaakt aan Jin terug te sturen.
Zover kwam het niet. Liu Yao en Shi Le reageerden op de machtsovername door elk met een troepenmacht op te trekken naar Pingyang. Onderweg, bij de oversteek van de Fenrivier proclameerde Liu Yao zich tot de nieuwe keizer. Jin Zhun stuurde Bu Tai (卜泰) als onderhandelaar naar Shi Le in de hoop om met hem tot een vergelijk te komen. Shi Le erkende echter de suzereiniteit van de nieuwe keizer en stuurde de gezant als gevangene naar Liu Yao. Die liet de gezant vervolgens weten dat Jin Zhun gespaard zou worden als hij zich overgaf. Jin Zhun hechtte weinig geloof aan die belofte, omdat hij inmiddels ook de broer en moeder van Liu Yao had laten doden. Hierop werd Jin Zhun door eigen familieleden onder leiding van zijn neef Jin Ming (靳明) vermoord. Shi Le bereikte als eerste Pingyang. Jin Ming was ondertussen met zijn familieleden de stad ontvlucht en hoopte bescherming te krijgen bij Liu Yao. Die executeerde echter uit wraak alle aanwezige leden van de Jin-clan. Shi Le liet ondertussen in Pingyang de graven van Liu Yuan en Liu Cong herstellen en Liu Can plechtig begraven, samen met meer dan honderd personen. De bronnen zijn niet eenduidig of die wel of niet levend werden mee begraven.

### Liu Yao (318-329) en Liu Xi (329)

#### Wijziging van de naam van de dynastie in Zhao (319)
Als nieuwe keizer koos Liu Yao de jaartitel Guangchu (光初), die hij zijn gehele regeerperiode zou behouden. Omdat de oude hoofdstad Pingyang was verwoest (en mogelijk ook omdat de stad in handen van Shi Le was), vestigde hij zich in 319 in Chang'an, zijn machtsbasis waar hij tot 318 gouverneur was. Ook besloot hij de naam van de dynastie te wijzigen in “Zhao” (趙). Hij deed dat met een verwijzing naar de feodale staat Zhao uit de Periode van de Strijdende Staten. Net zoals die in 403 v.Chr. was voortgekomen uit de feodale staat Jin, was het keizerrijk Zhao voortgekomen uit een Jin-dynastie. De overlevering dat de dynastie afstamde van de eerste chanyu, Maodun (r.209-174 v.Chr.) bleef gehandhaafd, maar afstamming in de vrouwelijke lijn van de Han-dynastie (via de zus van Han-keizer Han Gaozu die Maodun als echtgenote had ontvangen) niet meer. Desondanks bleef Liu Yao zijn dynastie zien als rechtmatige opvolger van de Han-dynastie. Dat bleek toen hij een vooroudertempel voor de Han liet bouwen. Uiteraard beschouwde hij zich ook als een legitieme Zoon des Hemels . Hij bevestigde dit door de hiervoor vereiste traditionele offers te brengen in de tempel van zijn eigen voorouders (宗廟, zong miao) en op de altaren van de Hemel (天壇, tian tan) en de Aarde (地壇, di tan).

#### Breuk met Shi Le (319)

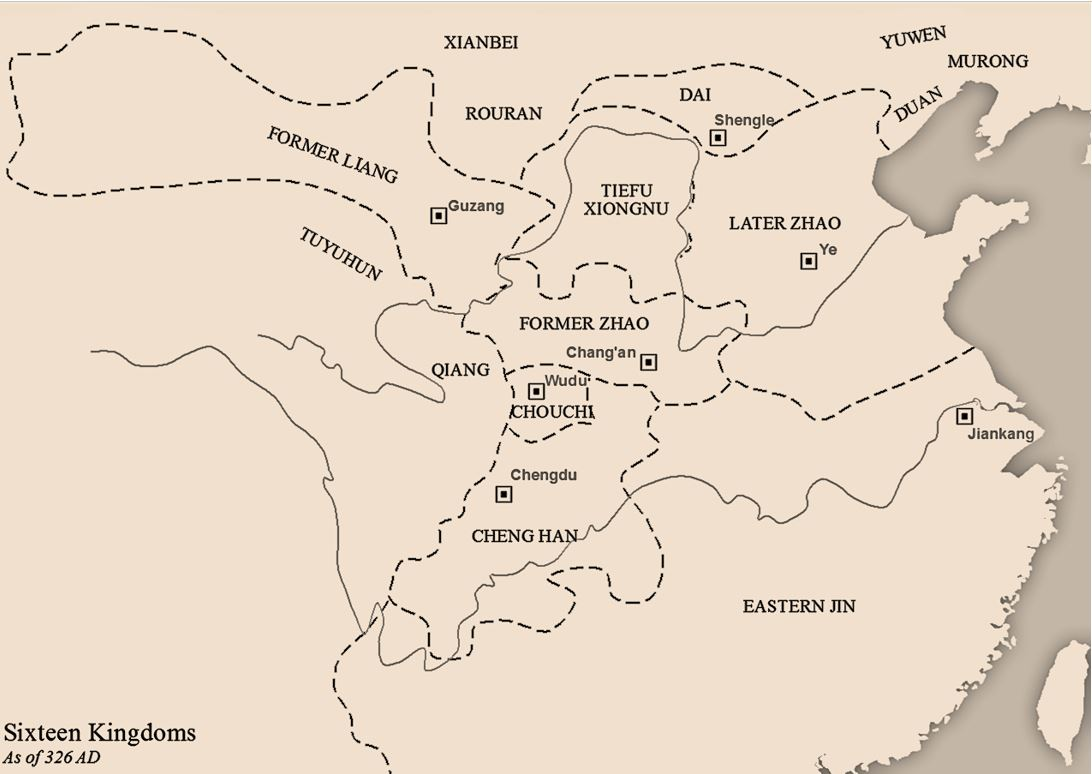
Noord China in 326, na de splitsing van Han in Vroegere en Latere Zhao in 319.

Nadat Liu Yao zich in 318 tot keizer had geproclameerd, werd Shi Le door hem bevorderd tot opperbevelhebber en beleend met tien extra prefecturen (naast de dertien die hij al had). Verder ontving hij de titel hertog van Zhao, genoemd naar  de staat Zhao, die in de periode van de Strijdende Staten het gebied rond zijn residentie Xiangguo omvatte. 
In 319 stuurde Shi Le een delegatie onder leiding van Wang Xiu (王脩) om Liu Yao een deel van de veroverde buit te overhandigen. Liu Yao beschuldigde de delegatieleider van spionage voor Shi Le en liet hem executeren. De relatie tussen Shi Le en Liu Yao moet al gespannen zijn geweest sinds de verovering van Pingyang. Voor Shi Le was deze belediging de directe aanleiding om te breken met Liu Yao. Hij benoemde zichzelf tot da shanyu (大單于) en verklaarde zich in de winter van 319 onafhankelijk als koning van Zhao (趙王, Zhao wang). Om onderscheid tussen de beide Zhao-staten te kunnen maken wordt in de Chinese historiografie de staat van Liu Yao “Vroegere Zhao” (Qianzhao, 前趙) en die van Shi Le “Latere Zhao” (Houzhao, 後趙) genoemd.

#### Campagnes in het westen
Liu Yao benoemde zijn zoon Liu Xi (劉熙, †329) tot kroonprins. Samen met zijn (oudere) broer Liu Yin (劉胤, †329) waren zij, naast Liu Yao zelf en zijn broer Liu Yue (劉岳) de belangrijkste legerleiders. Liu Yao kreeg in 320 te maken met een opstand van Di en Qiang-stammen in de provincie Qin (秦州, Qin zhou, het oostelijk deel van de huidige provincie Gansu). Zij riepen de onafhankelijke staat Qin (秦) uit, maar werden uiteindelijk verslagen door een legermacht onder leiding van You Ziyuan (游子遠).
Tijdens een veldtocht tegen Chouchi (仇池), een staatje beheerst door de Di, raakte Liu Yao in 322 besmet met een ziekte, die verder oorlog voeren voor hem onmogelijk maakte. Een van zijn generaals, Chen An (陳安, †323) maakte gebruik van de gelegenheid en verklaarde zich onafhankelijk als koning van Liang. Hij beheerste het grootste deel van de provincie Qin en vestigde zich in Shanggui (上邽, het huidige Tianshui in Gansu). Pas toen Liu Yao in 323 was hersteld, wist hij hem te verslaan. Liu zette zijn opmars naar het westen voort, veroverde het gebied oostelijk van de Gele Rivier en bedreigde Guzang (姑臧), de hoofdstad van de staat Vroegere Liang. Dat was, net als Vroegere Zhao, ook een van de Zestien Koninkrijken en was in 314 gesticht door de Qin-gouverneur van de provincie Liang (涼州, het huidige west-Gansu). De staat lag aan het begin van de Zijderoute en controleerde zo de lucratieve handel met Centraal-Azië. Zhang Mao (張茂, †324), op dat moment de heerser van Vroegere Liang voelde zich gedwongen de suzereiniteit van Vroegere Zhao te erkennen, hij verklaarde zich tribuutplichtig aan Liu Yao en ontving van hem de titel Prins van Liang. In 327, toen Liu Yao onder een aanval van Latere Zhao dreigde te bezwijken, verbrak Zhang Jun (張駿, †346), de nieuwe heerser van Vroegere Liang, de aangegane tribuutrelatie weer.

#### Vernietiging van Vroegere Zhao
Uiteindelijk bleek een oorlog tussen Vroegere en Latere Zhao onvermijdelijk. Strijdtoneel was de omgeving van Luoyang, vanwege de strategische ligging. De eerste slag was in 324 bij Xin'an (新安), ten westen van Luoyang en bleef onbeslist. Daarna volgde in 325 een grote veldslag die uiteindelijk werd gewonnen door Shi Hu (石虎, 295–349, neef van Shi Le). De commandant van Vroegere Zhao, Liu Yue (劉岳, broer van Liu Yao) werd gevangen genomen. Luoyang met het deel van het huidige Henan tussen de Luo-rivier en de bovenloop van de Huai-rivier werd op Vroegere Zhao veroverd.
In 328 viel Shi Hu het oude kerngebied van Vroegere Zhao binnen, het gebied Hedong (河東, de huidige prefectuur Yuncheng in het zuidwesten van de provincie Shanxi). Een legermacht onder leiding van Liu Yao versloeg hem, rukte op naar Luoyang en belegerde Shi Sheng (石生, †333), een geadopteerde zoon van Shi Le, die zat ingesloten in de Jinyong-versterking (金墉), 15 kilometer ten oosten van Luoyang. Shi Le zelf kwam hem te hulp en wist door strategisch gebruik te maken van een onbewaakte bergpas bij verrassing Luoyang te veroveren. Begin 329 vond bij die stad de beslissende veldslag plaats. Liu Yao was volgens juan 103 van het Boek van de Jin te dronken om zijn leger effectief te kunnen leiden. Hij werd verslagen, gevangen genomen en overgebracht naar Xiangguo, de residentie van Shi Le, waar hij in eerste instantie goed werd behandeld.Zo kreeg hij Liu Yue, zijn eerder gevangengenomen broer te zien. Vervolgens eiste Shi Le van Liu Yao dat hij zijn zoon Liu Xi opdracht gaf de strijd te staken. Toen Liu Yao dat weigerde werd hij door Shi Le gedood.
Vanaf dat moment beschouwde kroonprins Liu Xi zich als waarnemend keizer. Hij en zijn broer Liu Yin besloten Chang'an op te geven en zich terug te trekken naar het beter verdedigbare Shanggui (上邽, het huidige Tianshui in Gansu). Dit veroorzaakte een ineenstorting van Vroegere Zhao. Een poging van Liu Yin om Chang'an te heroveren mislukte. Een legermacht van Latere Zhao onder leiding van Shi Hu achtervolgde hem tot in Shanggui. Daar werd hij verslagen en samen met Liu Xi en de daar aanwezige familieleden en militaire leiders geëxecuteerd. Vroegere Zhao had opgehouden te bestaan.

## Organisatie van het bestuur

### Dualisme in de bestuursorganisatie
De staten die tijdens de Periode van de Zestien Staten waren gesticht door de niet-Chinese ruiternomaden kregen allemaal te maken met hetzelfde bestuurlijke probleem. Hoe konden zij als minderheid de productie van de meerderheid van landbouw bedrijvende Han-Chinezen zo effectief mogelijk afromen zonder daarbij hun eigen identiteit te verliezen. 
Liu Yuan koos voor een dubbele bestuursorganisatie, waarbij de Xiongnu de belangrijkste militaire functies bekleedden en waarbij de Han-Chinezen aan hen ondergeschikt waren. Zijn opvolgers, Liu Cong en Liu Yao, bouwden dit systeem verder uit. 
Bij de Vroegere Zhao was dit duale systeem als volgt georganiseerd:
- De Han-Chinezen in het kerngebied van de staat werden onderverdeeld in eenheden van 10.000 families elk onder gezag van een neishi (內史, secretaris). Boven hen stonden een linker en een rechter sili (司裏, divisiehoofd). Zij stonden onder controle van de keizer, die zich omringde met Chinees hofritueel. Zowel Liu Yuan als Liu Cong hadden een klassieke Chinese opvoeding genoten. De voor het bestuur benodigde Chinese ambtenaren werden opgeleid aan speciale regeringsscholen (學校, xuexiao). Liu Yao vestigde in Chang'an een "Grote School" (太學, tai xue) en een "Kleine School" (小學, xiao xue) voor de studie van de Confucianistische klassieken. Ambtenaren werden gerekruteerd uit de lokale elite op basis van aanbeveling en beloond volgens het systeem van de negen rangen (jiupin, 九品), een systeem dat in de tweede eeuw was ingevoerd door Cao Cao. In tegenstelling tot de Xiongnu, die zich Guoren noemden (國人, mensen van het land, door de Amerikaanse sinoloog Kenneth Klein vertaald als compatriot), waren de Chinezen slechts Zhaoren (趙人, mensen van Zhao). Zij zorgden voor de voedselvoorziening van de Xiongnu en moesten voor hen corvee verrichten. Hun militaire taken waren beperkt tot die van infanterie en het bouwen van verdedigingswerken.
- De Xiongnu werden ingedeeld in nederzettingen (luo, 落) elk onder een duwei (都尉, commandant), die onder bevel stond van een groot-chanyu, steeds een direct familielid (broer, zoon) van de keizer. De chanyu werd ondersteund door een linker en een rechter khan (賢王, xianwang). De hoofdtaak van de nederzettingen was het leveren van de ruitercavalerie, het belangrijkste militaire onderdeel. Deze organisatie van de Xiongnu leek op die van de oude nomadenconfederaties, zij het dat de chanyu nu geen zelfstandig heerser meer was, maar ondergeschikt aan een keizer.

### Instabiele bestuursstructuur

#### Persoonlijk gezag
Bij een deel van de Xiongnu bestond verzet tegen de invoering van een Chinese bestuursstructuur. Zij vreesden dat hun traditionele leefwijze verloren zou gaan. Hun visie kwam het duidelijkst tot uiting in het gedrag van Shi Le toen hij nog in dienst van Vroegere Zhao was. Hij zag zijn veroveringen uitsluitend als middel om zoveel mogelijk buit te vergaren zonder zich verder druk te maken om mensenlevens of de vestiging van een bestuur in de veroverde gebieden. Overigens werd voor hem het vestigen van een bestuursstructuur wel belangrijk toen hij in 319 zijn eigen staat (Latere Zhao) uitriep.
De macht van een heerser bij ruitervolkeren was vooral gebaseerd op persoonlijk gezag en respect en ging niet automatisch over op een door hem aangewezen opvolger. Die moest dat respect zelf opnieuw afdwingen. Zo ging bij Han-Zhao elke opvolging gepaard met geweld waarbij steeds na een interne machtsstrijd de aangewezen troonopvolger werd vermoord en werd opgevolgd door de op dat moment machtigste persoon.

#### Indirect bestuur
Na overstromingen, natuurrampen en vooral de geweldsuitbarsting van de Oorlog van de Acht Prinsen waren veel leden van de elite met hun gevolg (客, ke, letterlijk: gasten) van boeren, ambachtslieden, dienstpersoneel en soldaten uit de Centrale Vlakte vertrokken naar het noordoosten (Vroegere Yan), westen (Vroegere Liang) en zuiden (Oostelijke Yin-dynastie), waar een stabieler bestuur bestond. Achtergebleven leden van de elite trokken zich met hun gevolg terug in versterkte nederzettingen (wubao, 塢堡). Zij vormden de plaatselijke economische, politieke, sociale en militaire centra. Hun leiders behielden ook na een eventuele verovering door of overgave aan de Xiongnu hun positie, maar moesten wel hun suzereiniteit erkennen en werden verplicht tot afdrachten. Buiten het machtscentrum was er zo sprake van indirect bestuur. Dit alles maakte de bestuursstructuur uiterst fragiel, waardoor de staat bij een militaire nederlaag (zoals die van Liu Yao in 328) snel kon ineenstorten.

#### Massale deportaties
Door de ontvolking was er een groot tekort aan boeren, waardoor de voedselvoorziening van de Xiongnu in gevaar kwam. Er vonden massaal gedwongen deportaties plaats vanuit de pas veroverde gebieden naar de braakliggende landbouwgronden rond de machtscentra. Zo zou Liu Cong 80.000 mensen verplaatst hebben naar het gebied rond zijn hoofdstad Pingyang. Hetzelfde deed Liu Yao rond zijn residentie Chang'an. Op die manier bleef het machtscentrum verzekerd van voedsel, bleef beheersing en controle eenvoudiger en kon men snel over mensen beschikken voor corvee, bouwwerken en (lagere) militaire taken. Daarentegen konden massadeportaties bij verzwakking van het gezag leiden tot instabiliteit, zeker als de gedeporteerden wilden terugkeren naar hun oorspronkelijk gebieden.

## Overzicht van de hoofdsteden van Han-Zhao
- Zuoguocheng (左國城, het huidige Lishi, 離石 in Shanxi), 304-305
- Liting (黎亭, het huidige Changzhi, 长治 in Shanxi), 305–308
- Puzi (蒲子, het huidige Xixian, 隰縣 in Shanxi), 308-309
- Pingyang (平陽, het huidige Linfen, 臨汾 in Shanxi), 309-318
- Chang'an (長安, het huidige Xi'an, 西安 in Shaanxi), 318-329
- Shanggui (上邽, het huidige Tianshui, 天水 in Gansu), 329

## Overzicht van de heersers van Han-Zhao
- 304 koninkrijk Han: Liu Yuan
- 308 keizerrijk Han: Liu Yuan, Liu He, Liu Cong, Liu Can
- 318 usurpatie door Jin Zhun (en Jin Ming): koninkrijk Han
- 318 keizerrijk Han (voortzetting): Liu Yao
- 319 naamswijziging: keizerrijk Zhao (Vroegere Zhao): Liu Yao (en Liu Xi)
- 329 verovering door Latere Zhao

| Persoonsnaam                                                    | Regeer-periode | Postume naam                       | Tempelnaam     | jaartitel(s)                                                                                              |
| --------------------------------------------------------------- | -------------- | ---------------------------------- | -------------- | --- |
| Liu Yuan (劉淵)                                                 | 304-310        | (Qianzhao) Guangwendi (前趙光文帝) | Gaozong (高宗) | - Yuanxi (元熙), 304-308 - Yongfeng (永鳳), 308-309 - Herui (河瑞), 309-310                               |
| Liu He (劉和)                                                   | 310            |                                    |                | |
| Liu Cong (劉聰)                                                 | 310-318        | (Qianzhao) Zhaowudi (前趙昭武帝)   | Liezong (烈宗) | - Guangxing (光興), 310-311 - Jiaping (嘉平), 311-315 - Jianyuan (建元), 315-316 - Linjia (麟嘉), 316-318 |
| Liu Can (劉粲)                                                  | 318            | (Qianzhao) Yindi (前趙隱帝)        |                | - Hanchang (漢昌), 318                                                                                    |
| usurpator: Jin Zhun (靳準)                                      | 318            |                                    |                | |
| usurpator: Jin Ming (靳明)                                      | 318            |                                    |                | |
| Liu Yao 劉曜                                                    | 318-329        | Prins van Qin (秦王)               |                | - Guangchu (光初), 318-329                                                                                |
| Liu Xi (劉熙) kroonprins, riep zich niet formeel uit tot keizer | 329            |                                    |                | |

## Historiografische bronnen
De belangrijkste Chinese historiografische bronnen (biannianti) voor Vroegere Zhao zijn:
- Lente- en herfstannalen van de Zestien Koninkrijken (oorspronkelijk uit 528):
  - De verkorte reconstructie uit 938: juan 1.
  - De reconstructie uit 1585 in de herziene versie uit 1781: juan 1-10.
- Boek van de Wei uit 554: juan 95.
- Boek van de Jin uit 648: juan 101-103.
- Zizhi tongjian (Doorlopende spiegel tot hulp bij het bestuur) uit 1084: juan 85-94.

## Geraadpleegde literatuur
- Barfield, Thomas J., The Perilous Frontier. Nomadic Empires and China, 221 BC to AD 1757, Cambridge (Ma)-Oxford (Blackwell Publishers) 1989, ISBN 1-55786-043-2.

Hier met name: pp.97-103.
- Corradini, Piero, 'The Barbarian States in North China' in: Central Asiatic Journal, Vol. 50 (2006), pp.163-232.

Hier met name: pp.183-187.
- De Crespigny, Rafe (ed.), Biographical Dictionary of Later Han to the Three Kingdoms (23-220 AD), Leiden-Boston (Brill) 2007. (Handbuch der Orientalistik., Vierte Abteilung, China, 19. Bd.), ISBN  9789004156050.

Lemma: Bao, p.10. (Voor de these van Tang Changru over de koppeling van Liu Xuan aan Liu, de familienaam van het heersershuis van de Han).
- Franke, Otto, Geschichte des chinesischen Reiches. Eine Darstellung seiner Entstehung, seines Wesens und seiner Entwicklung bis zur neuesten Zeit, Berlijn (Walter de Gruyter) 2001, (oorspronkelijke uitgave 1936) ISBN 3-11-017034-5. Band 2 Der konfuzianische Staat I. Der Aufstieg zur Weltmacht.

Hier met name: pp.31-32, pp.40-52, pp.55-58, pp.63-65.
- Graff, David Andrew, Medieval Chinese Warfare, 300-900, Londen (Routledge) 2002, ISBN 9780415239554.

Hier met name pp.55-60.
- Holcombe, Charles, 'The Sixteen Kingdoms' in: Dien, Albert E. en N. Knapp (eds.), The Cambridge History of China, Vol. 2, The Six Dynasties, 220–589, Cambridge (Cambridge University Press) 2019, ISBN 9781107020771, pp.119-144.
- Vande Walle, Willy, Een geschiedenis van het Chinese keizerrijk tot 1600. De duurzame zoektocht naar imperium, Leuven  (Acco) 2007, ISBN 978-90-334-6678-6.

Hier met name: pp.119-123.

## Overige literatuur
- Honey, David B., The Rise of the Medieval Hsiung-nu. The Biography of Liu Yüan, Bloomington (Indiana University, Research Institute for Inner Asian Studies) 1990. (reeks: Papers on Inner Asia, Ancient Inner Asia, 15), 99pp.